# Euphaedra condamini
Euphaedra condamini är en fjärilsart som beskrevs av Fox 1968. Euphaedra condamini ingår i släktet Euphaedra och familjen praktfjärilar. Inga underarter finns listade i Catalogue of Life.